# Unidad periférica de Tesprotia
Tesprotia (en griego Θεσπρωτία, Thesprotía) es una unidad periférica de Grecia, con capital en la ciudad portuaria de Igumenitsa. Fue anexionada por el Estado griego en 1913 después de la Primera Guerra Balcánica y delimitada en 1937. Pertenece a la periferia de Epiro. 

## Geografía y clima
Tesprotia limita al norte con Albania, al este con Ioánina, al sur con Préveza y al oeste con el mar Jónico.
En el año 2005 contaba con 46.811 habitantes, siendo una de las más despobladas del país, además de ser de las menos extensas. Hasta el 1 de enero de 2011 fue una de las 51 prefecturas en que se dividía el país.
Su relieve es fundamentalmente montañoso y su clima mediterráneo en la costa y alpino en el interior. Dos de los ríos de la unidad forman parte de la mitología griega: el Tíamis y el Aqueronte.

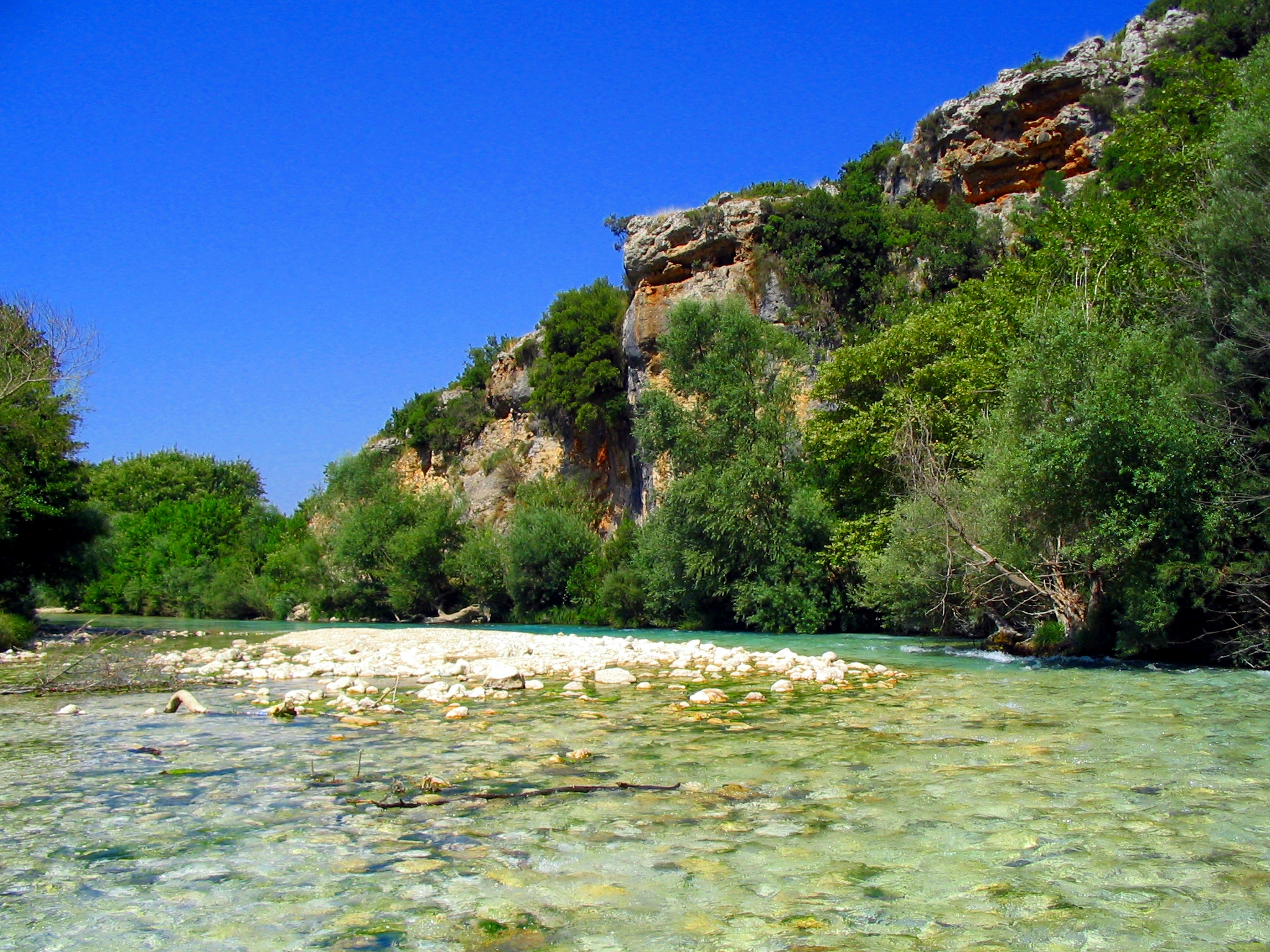
Río Aqueronte

## Historia
El nombre de Tesprotia tiene su origen en los tesprotos, una tribu griega que habitó la región en la Antigüedad.
El territorio de Tesprotia permaneció bajo el dominio otomano hasta 1913, cuando fue anexionado por el estado griego después de la Primera Guerra de los Balcanes. Hasta 1937, cuando se estableció la prefectura separada de Tesprotia, el área era parte de la prefectura de Ioannina.

## Economía
Tesprótida es tradicionalmente una de los más pobres y remotas regiones de Grecia. La principal actividad económica es la agricultura y el turismo. Los principales atractivos turísticos de la región son sus numerosas playas, especialmente la localidad de Syvota. Otros atractivos turísticos son los restos de antiguas ciudades como Gítana.

## Infraestructuras
En el 2009 se abrió al tráfico la autopista Egnatia Odos, que enlaza la costa jónica en Igoumenitsa con el mar Egeo en Tesalónica. Otras carreteras importantes en Tesprotia incluyen la carretera nacional griega 6 (Igoumenitsa - Ioannina - Larissa) y la carretera nacional griega 18 (Filiates - Paramythia - Preveza). 
En 2009 comenzó la construcción de una nueva autopista que conectará Igoumenitsa y Saranda, pasando por Sagiada y Konispol.
El puerto de Igoumenitsa ofrece rutas hacia las islas de Corfú y Paxoí, así como con Italia.

## Administración
La unidad periférica de Tesprótida se subdivide en 3 municipios:
- Igumenitsa (1)
- Souli (2)
- Filiates (3)

Tesprotia se estableció como una prefectura en 1937 (en griego: Νομός Θεσπρωτίας). Como parte de la reforma de 2011, la unidad periférica de Tesprotia fue creada a partir de la antigua prefectura de Tesprotia. La prefectura tenía el mismo territorio que la actual unidad periférica. Al mismo tiempo, los municipios se reorganizaron, de acuerdo con la siguiente tabla:
| Nuevo municipio | Municipios antiguos | Sede        |
| --------------- | ------------------- | ----------- |
| Filiates        | Filiates            | Filiates    |
| Filiates        | Sagiada             | Filiates    |
| Igoumenitsa     | Igoumenitsa         | Igoumenitsa |
| Igoumenitsa     | Margariti           | Igoumenitsa |
| Igoumenitsa     | Parapotamos         | Igoumenitsa |
| Igoumenitsa     | Perdika             | Igoumenitsa |
| Igoumenitsa     | Syvota              | Igoumenitsa |
| Souli           | Souli               | Paramythia  |
| Souli           | Acherontas          | Paramythia  |
| Souli           | Paramythia          | Paramythia  |